# حالة الحد الأدنى من الوعي
حالة الحد الأدنى من الوعي (بالإنجليزية: Minimally conscious state)‏ هي أحد حالات اضطرابات الوعي. وهي تختلف عن متلازمة المنحبس والحالة الخضرية الدائمة. فخلافًا للحالة الخضرية الدائمة التي يفقد فيها المريض الإدراك الواعي تمامًا، فإن المرضى الذين يعانون من حالة الحد الأدنى من الوعي يحتفظون بشكل من الإدراك الواعي جزئيًا. أما في متلازمة المنحبس فإن المريض يفقد القدرة على تحريك أي جزء من جسمه فيفقد قدرته على التعبير عن إدراكه لنفسه وما حوله رغم سلامة الوعي والإدراك لديه مما قد يجعله في حالة تشبه الحالة الخضرية الدائمة وحالة الحد الأدنى من الوعي. وتعتبر حالة الحد الأدنى من الوعي فئة حديثة نسبيًا ضمن اضطرابات الوعي بشكل عام، لذلك فإنه لم تتوفر دراسات كافية حول مضاعفات الحالة ونتائجها على المدى الطويل. ويقدّر معدل انتشار حالة الحد الأدنى من الوعي بـ 112,000 إلى 280,000 حالة تشمل مرضى من البالغين والأطفال.

## تاريخيًا
لم يكن لدى الأطباء الطرق والإجراءات الكافية للتمييز بين أنواع اضطرابات الوعي المختلفة حتى عام 1900, ولذلك تم ادراج كل مرضى اضطرابات الوعي تحت قائمة واحدة وتم التمييز بينهم حسب شدة الحالة (معتدلة - شديدة - شديدة للغاية), ولم تخضع هذه التصنيفات لفحص المريض من الناحية السلوكية أو المرضية. وقد نشرت 3 باينات تضع معايير واضح لتتشخيص والتمييز بين أنواع اضطراب الوعي المختفلة في الفترة ما بين 1994 و1995. كما نشرت الأكاديمية الأمريكية لطب الأعصاب بحث بعنوان «الجوانب الطبية للحالة الخضرية الدائمة» عام 1994. بالإضافة إلى قيام المؤسسة الأمريكية لطب إعادة التأهيل بنشر بحث بعنوان «توصيات باستخدام تسمية موحدة وموثقة للأنواع المختلفة من اضطرابات الوعي» عام 1995. وفي عام 1996 نشرت مجموعة من الأطباء الدوليين المتخصصين بطب الأعصاب وجراحتها وطب إعادة التأهيل بحث بعنوان «الجهود الدولية لإعادة تأهيل المرضى المصابين بالحالة الخضرية الدائمة». ونظرًا لانطلاق هذه الأبحاث والتوصيات الخاصة بتشخيص وتمييز حالات اضطراب الوعي بشكل متفرّق وبمعزل عن بعضها البعض فإن التوصيات النهائية أصبحت مختلفة بشكل كبير عن بعضها البعض. وفي النهاية، قدمت مجموعة من المتخصصين في هذا المجال بيان توافقي يجمع بين كل الآراء المطروحة بشأن التعاريف والمعايير التشخيصية لحالات اضطراب الوعي، حتى أصبح من الواضح أن حالات اضطراب الوعي تشمل حالتين مختلفتين هما الحالة الخضرية الدائمة وحالة الحد الأدنى من الوعي.

## التعريف ومعايير التشخيص

### التعريف الطبي
حالة الحد الأدنى من الوعي هي حالة طبية يعاني فيها المريض من حالة تراجع واضح للإدراك والوعي بالتبادل مع حالة من الوعي الضئيل والإدراك لنفسه وما حوله.

### معايير التشخيص
يصعب تشخيص المرضى بحالة الحد الأدنى من الوعي نظرًا لأن استجابات هؤلاء المرضى للأوامر وتفاعلهم مع البيئة المحيطة بهم يكون على شكل أصوات ولكمات غير مفهومة وحركات تشبه الحركات اللاإرادية والأفعال المنعكسة، فيصبح من الصعب تحديد ما إذا كانت هذه التصرفات ناتجة عن وعي أو هي مجرد حركات عشوائية كتلك التي تصدر عن مرضى الحالة الخضرية الدائمة مثلًا. وينتج عن ذلك واحد من أشهر الأخطاء الطبية وهو عدم القدرة على التفرقة بين مرضى الحالة الخضرية الدائمة وحالة الحد الأدنى من الوعي.
وفي بحث مقدم من أحد مراكز إعادة التأهيل الطبية بولاية نيوجيرسي الأمريكية، وُجد أن المرضى المصابين بحالة الحد الأدنى من الوعي قد تظهر عليهم هذه الأعراض:
- الاستجابة لبعض الأوامر البسيطة
- الإجابة على بعض الأسئلة بكلمات (نعم - لا) بغض النظر عن دقة وصحة الإجابات.
- إبداء بعض التعبيرات اللفظية الواضحة
- إظهار بعض السلوكيات الهادفة والتي يمكن تمييزها عن الحركات العشوائية وردود الفعل المنعكسة مثل:
  - الابتسام أو البكاء كرد فعل لمثيرات بصرية أو لغوية مؤثرة، ولكن عدم الاستجابة للمؤثرات المحايدة.
  - إبداء بعض الألفاظ والإيماءات كرد مباشر على بعض المؤثرات اللغوية.
  - القدرة على تحديد حجم وموقع بعض الأشياء والوصول إليها باللمس أو الإمساك.
  - تحريك العينين وتثبيتهما في محاولة لتتبع حركة بعض الأشياء في البيئة المحيطة.

## العلاج
لم يوجد علاج شافي حالة لحالة الحد الأدنى من الوعي، ولكن توجد العديد من التجارب الجارية لمحاولة إيجاد علاج.
فقد أثبتت إحدى الدراسات حدوث تغيرات في سلوك مرضى حالة الحد الأدنى من الوعي بعد تنشيط منطقة المهاد الموجودة بالمخ بواسطة جهاز التحفيز العميق للدماغ. وقد أجريت هذه التجربة على مريض يبلغ من العمر 38 عام، وقد عانى من حالة الحد الأدنى الوعي بعد التعرض لحادث اصطدام أدى إلى تضرر المخ بشدة، ولم تظهر على المريض أية أعراض استجابة لأي أوامر أو تفاعل مع المؤثرات المحيطة لمدة عامين كاملين داخل مؤسسات إعادة التأهيل. وقد أظهر فحوصات باستخدام التصوير بالرنين المغناطيسي الوظيفي وجود بعض مناطق في المخ بحالة جيدة، مما قد يعطي الأمل بإمكانية حدوث المزيد من التحسن في وظائف المخ. كما تم استخدام الفحوصات باستخدام تصوير مقطعي بالإصدار البوزيتروني وهي تقنية تصوير طبية تعطي صورًا ثلاثية الأبعاد لبعض أعضاء الجسم، والتي أضافت معلومات عن تراجع عمليات الأيض الهامة داخل خلايا مخ المريض. فتم زرع قطبين
كهربيين خاصين بعملية التحفيز في مناطق محددة من المخ بحيث توفر أعلى قدر من التنشيط لمنطقة المهاد. وقد تم تعريض المريض لدرجات مختلفة من التنشيط في محاولة للوصول لأفضل نتيجة من تحسّن السلوك. وبعد 140 يوم من بدء عملية التنشيط، ظهرت بعض التغيرات النوعية في السلوك، فطالت مدة فتح العينين وزادت الاستجابة للأوامر والمثيرات الخارجية. وقد لوحظ أيضًا استخدام واضح للتعبير اللفظي، وتحسنات ملحوظة في مستوى الاستثارة، والتحكم في الحركات، واتساق السلوك.

## مصير المرض
تعد واحدة من أهم مميزات حالة الحد الأدنى من الوعي هي احتمالية تحسّن حالة المرضى بدرجات أكبر إذا ما قورنت بالحالة الخضرية الدائمة. ففي دراسة أجريت على 100 مريض يعانون جميعًا من إصابات شديدة بالمخ، ولا يظهرون أية قدرة على الاستجابة للأوامر، فتم تشخيصهم وتمييز حالاتهم إلى مرضى مصابين بالحالة الخضرية، وأخرين مصابين بحالة الحد الأدنى من الوعي. ثم تم إعادة تصنيف المرضى في كلًا من المجموعتين حسب سبب تضرر نسيج المخ، فمن المرضى من أصيبوا بحوادث اصطدام بالمخ، وآخرين أصيبوا بتلف في المخ نتيجة العدوى أو نقص وصول الأكسجين إلى خلايا المخ أو لظهور أورام بالمخ أو بسبب مرض استسقاء الرأس.
وقد تم متابعة وتقييم حالة كل المرضى على مدار 12 شهرًا باستخدام مقياس تقييم الإعاقة المدرج من 0 التي تعبر عن عدم وجود إعاقة وحتى 30 والتي تعبر عن الموت. وقد ظهر واضحًا أن تقييمات المرضى المصابين بحالة الحد الأدنى من الوعي الناتج مرضهم عن حالة إصابة بحوادث اصطدام كانت أفضل من تقييمات المصابين بسبب العدوى والأمراض. كما أن تقييمات المرضى المصابين بحالة الحد الأدنى من الوعي كانت أفضل من تقييمات المرضى المصابية بالحالة الخضرية الدائمة. أما في المرضى المصابين بالحالة الخضرية الدائمة فلم تختلف تقييمات المرضى الناتج مرضهم عن إصابات اصطدام أو غير ذلك.
ونظرا للاختلافات الكبيرة في التشخيص والمضاعفات كما وصفت هذه الدراسة، فإنه من الضروري جدًا أن ان يتم تشخيص بشكل صحيح. فالتشخيص غير الصحيح قد يؤدي إلى أخطاء خطيرة تتعلق بالتعامل مع المريض وإدارة حالته.

## حالات شهيرة
- مايكل شوماخر سائق السيارات الألماني، وأسطورة فورمولا 1 الذي فاز بالعديد من الألقاب، والذي تعرض عام 2013 لجراح بالغة في الرأس بعد اصدامه بصخرة أثناء ممارسته رياضة التزلج وهو في رحلة استجمام مع عائلته في جبال الألب مما أدخله في حالة غيبوبة تبعتها حالة الحد الأدنى من الوعي حتى الآن.[7][8]
- تيري ويليس (Terry Wallis) والذي أصيب بغيبوبة نتيجة تعرضه لحادث سير خطير عام 1984 مات على إثره صديق تيري، وانتقل تيري من الغيبوبة إلى حالة الحد الأدني من الوعي لمدة 19 عامًا لم يستطع فيها أهله تحمل تكاليف العلاج الطبيعي لعضلاته مما سبب له الوهن الشديد ولم يتوقع له الأطباء أية فرصة في الشفاء،[9][10][11][12] ثم وبدون أسباب معلومة أو مقدمات معلومة استفاق تيري من حالته واستعاد وعيه وقدرته على الكلام عام 2003 فسُمي تيري بـ«الرجل الذي نام لمدة 19 عامًا»,[13] لكنه لم يستعد ذاكرته أو قدرته على تكوين ذاكرة جديدة، فلم يتبق له سوى ذكريات كل ما حدث قبل الحادثة وفقط.
- تشيري تشانج (Chi Cheng) المغني الأمريكي والذي انتهت مسيرته الفنية نتيجة دخوله في حالة الحد الأدنى من الوعي عام 2008 والتي استمرت لمدة 4 أعوام وحتى وفاته نتيجة أزمة قلبية عام 2013.
- الأمير فريسو أحد أمراء العائلة المالكة بالدانيمارك (Prince Friso of Orange-Nassau) والذي تعرض لحادثة انهيار ثلجي وطمر جسده تحت كميات كبيرة من الثلج مما سبب انخفاض حاد في درجة حرارته وبالتالي تضرر شديد لخلايا المخ، فعانى الأمير من حالة الحد الأدنى من الوعي لمدة عام ونصف قبل وفاته بمضاعفات الحالة.[14][15][16]